# Jean-Eugène Robert-Houdin
Ne doit pas être confondu avec Houdini.
Jean-Eugène Robert-Houdin, né à Blois le 7 décembre 1805 et mort à Saint-Gervais-la-Forêt le 13 juin 1871, est le plus célèbre illusionniste français du XIXe siècle et le fondateur du théâtre Robert-Houdin inauguré 11, rue de Valois à Paris en 1845 et transféré 8, boulevard des Italiens en 1854. Il fut également horloger et inventeur.
Surnommé le « père de la magie moderne », Jean-Eugène Robert-Houdin est considéré comme l'un des plus grands prestidigitateurs de tous les temps, à l'origine de presque tous les « grands trucs » de la magie actuelle en utilisant ses connaissances scientifiques pour réaliser des trucages. Autodidacte, il est également un grand constructeur d'automates. 

## Biographie

### Enfance
Il naît Jean-Eugène Robert à Blois dans la maison familiale au 4, rue Porte-Chartraine (qui deviendra en 1848 la première boutique de chocolaterie d'Auguste Poulain). Le jeune Jean-Eugène Robert se passionne très tôt pour la mécanique en voyant son père Prosper Robert, horloger très estimé, travailler dans son atelier. Son père le destine au droit et lui fait poursuivre des études de lettres en internat au collège d’Orléans de 1816 à 1823.
Jean-Eugène devient clerc de notaire chez Me Roger près de Blois, mais, passionné de mécanique, il abandonne le notariat.

### L'horlogerie
En septembre 1825, son père, retiré des affaires, le met en apprentissage d'horloger chez un cousin à Blois, où il peut satisfaire sa passion pour la mécanique et l'horlogerie. Il est ouvrier horloger en 1828 et commence son tour de France en travaillant chez l'horloger Noriet, à Tours. Un empoisonnement alimentaire, daté précisément du 25 juillet 1828, le contraint à abandonner. 
C'est durant ce périple qu'il rencontre Torrini, un mystérieux saltimbanque qui lui aurait sauvé la vie et appris l'art de l'escamotage. Cet épisode, relaté dans ses mémoires romancés, est probablement une fabulation.

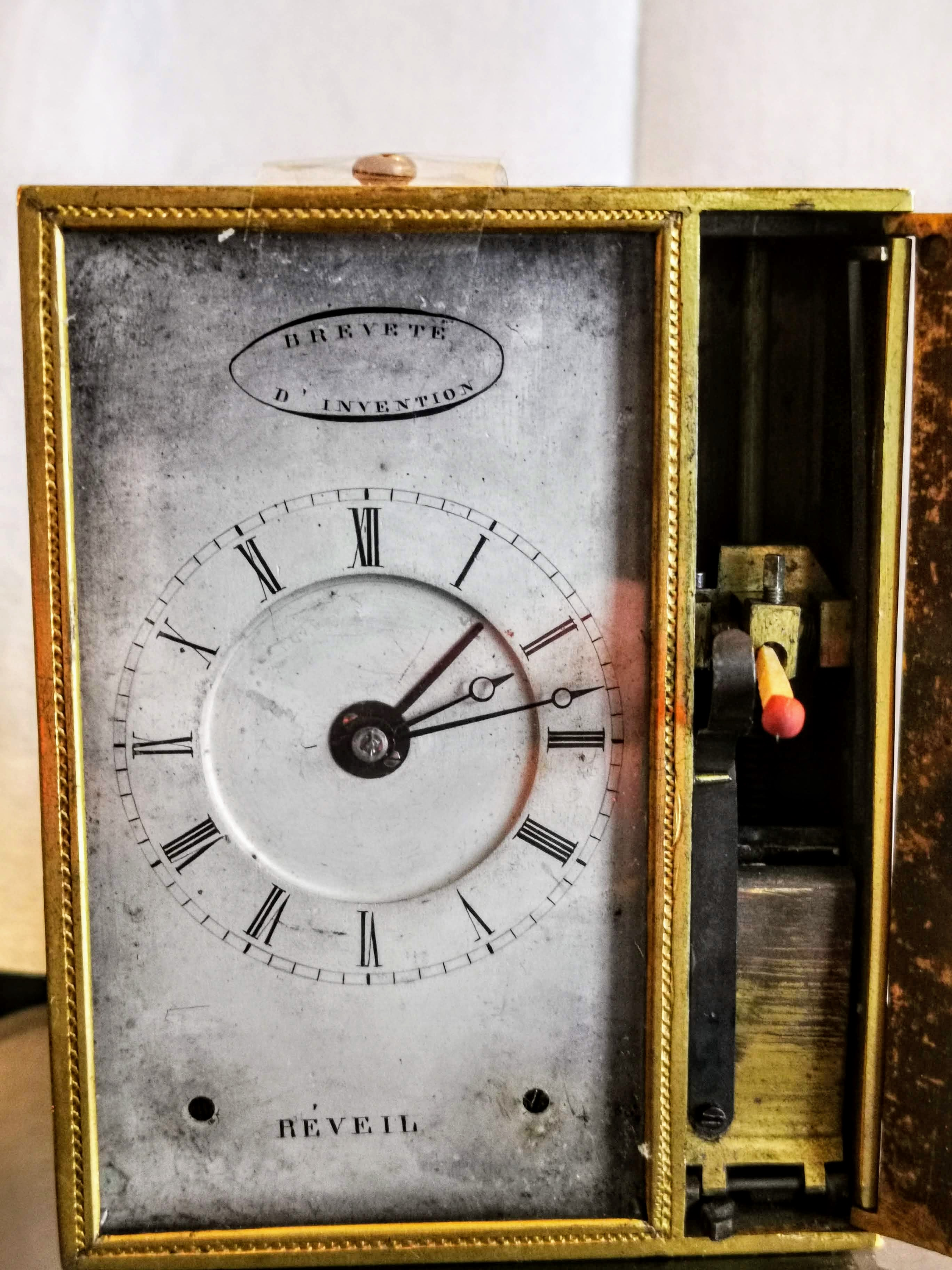
Le « réveil briquet » de Robert-Houdin (1837).

Il s'installe alors à Paris. En 1830, il devient commissionnaire en horlogerie chez celui qui deviendra son beau-père, Jacques Houdin, horloger blésois établi à Paris, mais suit attentivement les séances des prestidigitateurs de l'époque.
Le 8 juillet 1830, il épouse Cécile Églantine Houdin. Il se fait appeler J.-E. Robert-Houdin, pour se démarquer des nombreux homonymes qui exercent le métier d’horloger, si bien qu'à la mort de sa femme en 1843, il fait une demande de changement de nom pour s'appeler officiellement Jean-Eugène Robert-Houdin.

### Houdin inventeur
À Paris, il se perfectionne dans les domaines de l'horlogerie, l'électricité et la construction d'automates. Il dépose plusieurs brevets d'inventions, dont le premier en 1837 pour un « réveil briquet ». Il crée notamment des pendules mystérieuses dont le mécanisme est invisible, et enfin ses propres automates. Il répare entre autres le « Componium », ancêtre des robots musicaux. Ce travail lui apporte une notoriété certaine et, devenu horloger reconnu, il travaille pour la Maison Destouche. Son « écrivain dessinateur », clou de l'Exposition nationale de 1844, est acheté par le célèbre Barnum et lui ouvre les portes du marchand Alphonse Giroux, pour qui il fabrique différents automates.
Robert-Houdin s'intéresse à tout ce qui touche aux sciences et dépose de nombreux brevets. On lui doit les appareils permettant de mesurer les « touches » des escrimeurs, le taximètre, des appareils électromécaniques de contrôle à distance. 
Alors qu'il est atteint d'une cataracte, il constate que les instruments d'observation de l'oeil sont limités et décide d'étudier cette maladie. Grâce à ses connaissances en optique, il réussit à élaborer de nouveaux outils d’observations qui vont permettre des progrès significatifs en ophtalmologie. En 1866, il dépose les brevets du pupilloscope (qui montre les variations de la pupille à la lumière), du pupillomètre (qui permet de mesurer le diamètre de la pupille), et du rétinoscope (qui permet l’observation du réseau sanguin de la rétine). Ses travaux reçoivent la médaille d’or du congrès international d’ophtalmologie,.

### L'illusionnisme
Il découvre l'illusionnisme dans le recueil d'un bonimenteur dénonçant le charlatanisme, le docteur Carlosbach, et la science de l'escamotage, ancêtre de la prestidigitation. Le 22 août 1844, il se remarie à Françoise-Marguerite-Olympe Braconnier pour donner une mère à ses deux enfants en bas âge. Il entame dès lors sa carrière de prestidigitateur.

#### Le Théâtre des soirées fantastiques

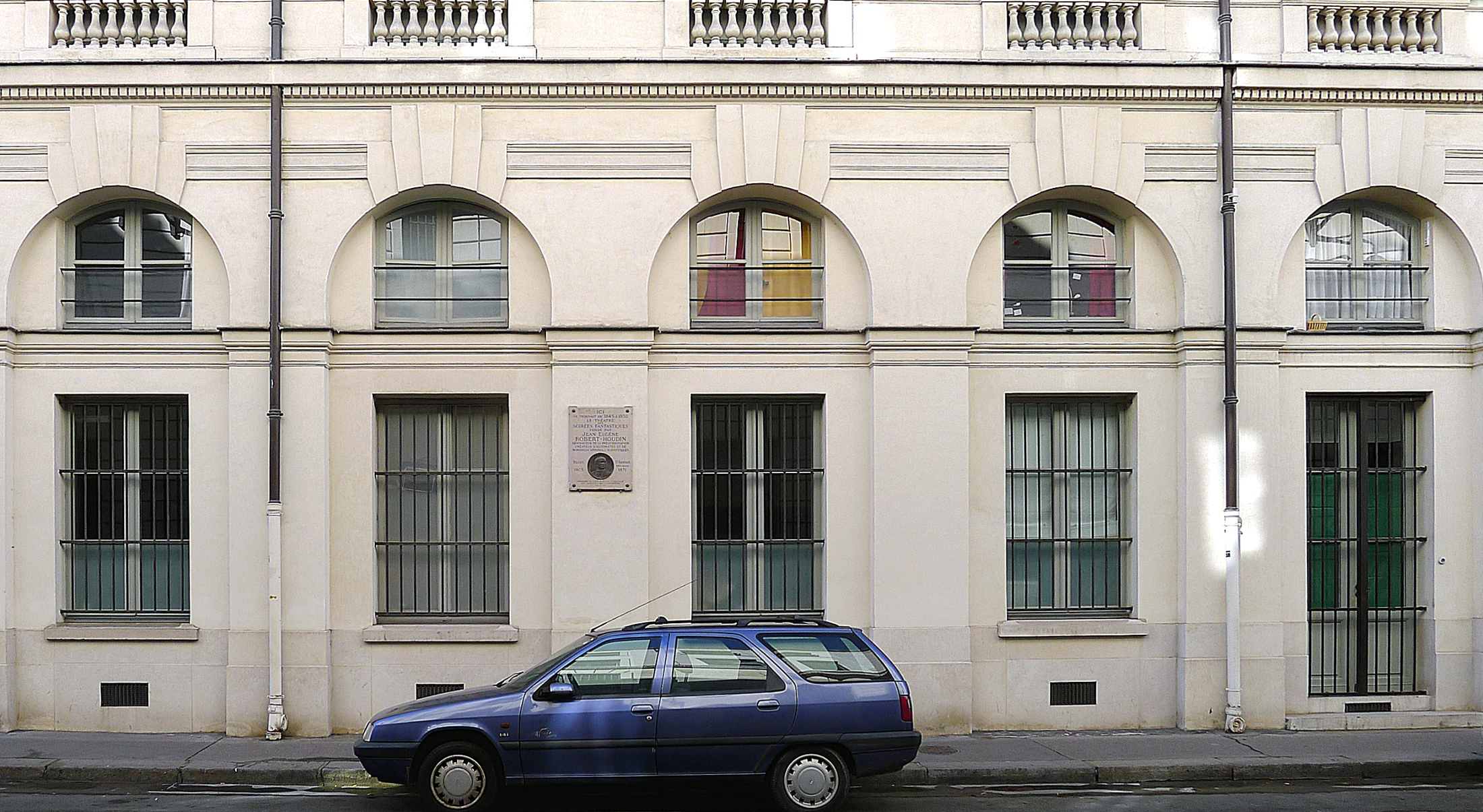
Le no 11 de la rue de Valois en 2012.

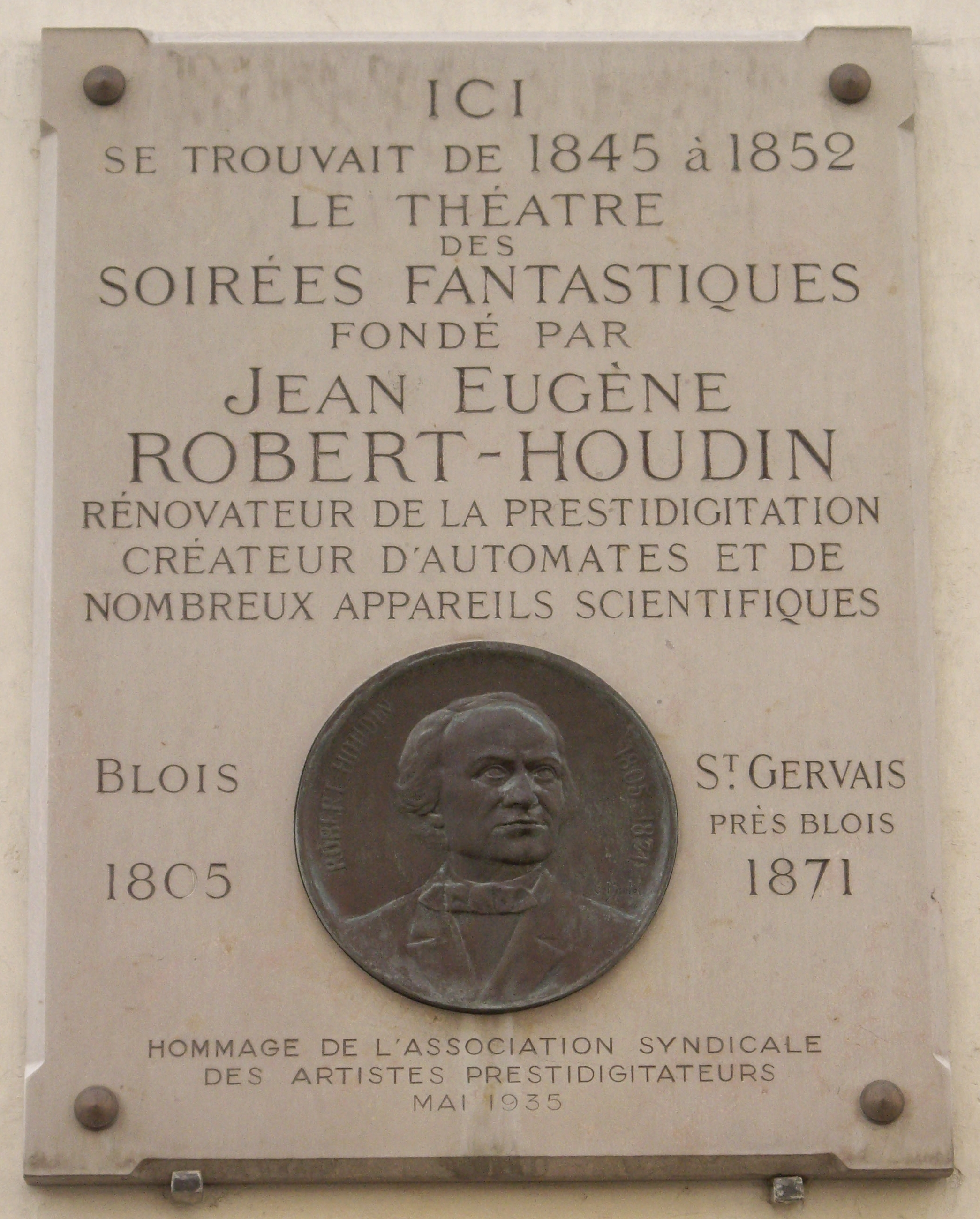
Plaque commémorative, 11 rue de Valois à Paris, où avaient lieu les « Soirées fantastiques » de Robert-Houdin.

Un collectionneur, le comte de L'Escalopier, devenu son ami, lui avance la somme nécessaire pour ouvrir le Théâtre des soirées fantastiques, un théâtre de magie à Paris. Le 3 juillet 1845 a lieu la première séance publique des « Soirées fantastiques de Robert-Houdin », 11 rue de Valois, au Palais-Royal. C'est le succès immédiat. Il y présente des automates magiques tels que L'Oranger merveilleux ou Le Pâtissier du Palais-Royal ; au cours des mois suivants, il ajoutera Le Voltigeur au trapèze, ainsi que des expériences nouvelles comme La Bouteille inépuisable, La Boîte magique et La Suspension éthéréenne dont la conception et l'exécution envoient aux oubliettes le répertoire désormais désuet de ses prédécesseurs.
La salle du théâtre Robert-Houdin peut contenir 225 personnes. La scène fait 17 m de longueur sur 6 m de large et 4 m de haut. Robert‑Houdin y réalise de nombreuses transformations pour ses spectacles en installant des machines aussi efficaces qu'invisibles. C'est ainsi qu'il introduit l'électricité et l'électro-magnétisme dans l'art de la prestidigitation ; c'est grâce à des électrotypes de Smée que le courant arrivait dans des anneaux fixés au plafond de la scène et de la salle. Chacun des meubles, guéridons, consoles de côtés ou table de milieu, permettaient des changes ou des charges invisibles aux regards des plus avertis, et un savant dispositif de tirages contrôlait à distance les célèbres automates et pièces mécaniques.
Bien que la scène ne surplombe les spectateurs que d'un mètre environ, ses trappes, ses aménagements particuliers et sa machinerie spécifique auraient fait l'orgueil des plus grands théâtres. Des communications subtiles entre la salle et la scène concourent à des transpositions apparemment instantanées de personnages, certains fauteuils et même l'orchestre, en l'occurrence un simple piano droit, deviennent, au cours d'une expérience, d'utiles auxiliaires pour le prestidigitateur en titre. Du sol au plafond, de la salle à la scène, tout dans le théâtre était pensé et construit dans le seul but d'enchanter le public et de donner une apparence de simplicité et d'aisance dans l'exécution de prestiges particulièrement sophistiqués pendant lesquels, toutefois, l'art de la manipulation ne perd jamais ses droits. Ainsi, dans ce théâtre magique, même les charmantes ouvreuses peuvent s'avérer, pour les sociétaires des Soirées fantastiques, de très habiles assistantes aussi discrètes qu'insoupçonnables.
En cinq ans, Robert-Houdin fait fortune dans son théâtre du Palais Royal. Il forme un assistant, Pierre Étienne Chocat alias Hamilton, et lui laisse son théâtre en 1852. Hamilton épouse la sœur de sa seconde femme, Olympe Braconnier. Le bail de la salle du Palais-Royal arrivant à expiration, le théâtre est transféré en 1854 au 8, boulevard des Italiens.
Robert-Houdin retourne vivre à Saint-Gervais-la-Forêt près de Blois, dans sa propriété « Le Prieuré » dont il truque le jardin grâce à des commandes électromécaniques et des appareils qu'il a inventés pour surprendre ses visiteurs.
Parallèlement, il publie ses mémoires et révèle certains de ses procédés. Il publie aussi des articles pour la Grande Encyclopédie Larousse.

### Mission en Algérie
En 1856, Robert-Houdin est envoyé en Algérie par le gouvernement français afin de discréditer et saper l'influence des marabouts kabyles, qui recourent fréquemment à des tours de magie et attisent la révolte contre l'occupant français. Il sera décoré en remerciement.
Robert-Houdin raconte : 

« Il fut convenu que je serais rendu à Alger pour le 27 septembre (1856), jour où devaient commencer les grandes fêtes que la capitale de l'Algérie offre annuellement aux Arabes. Je dois dire aussi que ce qui influença beaucoup ma détermination, ce fut de savoir que la mission […] avait un caractère quasi politique. […] On n'ignore pas que le grand nombre des révoltes […] ont été suscitées par des intrigants qui se disent inspirés par le Prophète, et qui sont regardés par les Arabes comme des envoyés de Dieu sur la terre, pour les délivrer des […] roumi (chrétiens). Or, ces faux-prophètes, ces saints marabouts qui, en résumé, ne sont pas plus sorciers que moi, et qui le sont encore moins, parviennent cependant à enflammer le fanatisme de leurs coreligionnaires à l'aide de tours de passe-passe […]. »

### Fin de vie
Éprouvé par le décès de son fils, le capitaine Eugène Robert-Houdin tué le 10 août 1870 à la bataille de Reichshoffen pendant la guerre de 1870, il meurt à Saint-Gervais-la-Forêt le 13 juin 1871. Il est enterré au cimetière de Blois-ville, sous une tombe ne présentant a priori aucun escamotage magique. Le médaillon qui l'orne, signé de son ami sculpteur Dantan le Jeune, était placé de son vivant sur la cheminée de sa salle à manger.

## Postérité

### Le théâtre Robert-Houdin
Au départ de Robert-Houdin, Hamilton reprend son répertoire et présente ses propres créations parmi lesquelles Le Fameux Enfant soulevé par un cheveu. Le 24 novembre 1863, Hamilton établit un bail avec le magicien Cléverman, qui revend à la société Petit & cie. Cette dernière est financée par un certain Hippolyte Plantet (1829-1882), artiste peintre.

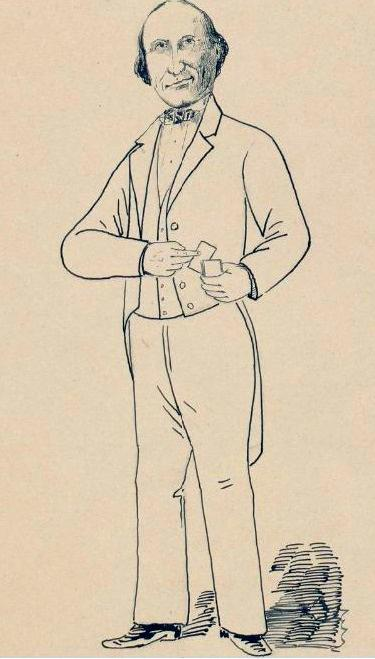
Robert Houdin par Louis Lemercier de Neuville (avant 1860).

#### Méliès
En 1879, Émile Robert-Houdin, fils de Jean-Eugène Robert-Houdin, devient le propriétaire du théâtre. En 1888, sa veuve Léonie Munier vend l'établissement et son équipement à Georges Méliès, illusionniste âgé de 27 ans, qui fonde l'Académie de prestidigitation en 1891 et le Syndicat des Illusionnistes en 1893. Méliès suit ses traces en inventant des saynètes magiques telles que La Stroubaika persane, Le Décapité récalcitrant.
En 1889, le comte Paul-Alfred Saint-Genois de Grand-Breucq (1893-1932), illusionniste professionnel, se produisant sous le nom de « Professor Dicksonn », ouvre un théâtre passage de l’Opéra pour faire concurrence à Méliès. Dans le même temps, Méliès part en tournée avec sa troupe dans le Nord de la France et en Belgique. Durant ce laps de temps, le théâtre sera loué à des Espagnols qui présentent des corridas... avec des taureaux en carton.
À son retour, Méliès publie des caricatures dans le journal La Griffe. Au théâtre Robert-Houdin, c’est l’heure des grandes illusions : Le Nain jaune, Les Farces de la lune, Le Château de Mesmer, Les Spectres, Le calife et Le Manoir du diable.
En pleine vogue du spiritisme, Méliès décide de combattre les charlatans en montant spécialement un numéro qui reproduit les expériences des faux médiums.
En 1889, Harmington Charles Fauque entre au théâtre.
En 1896, Méliès organise des séances de projection de vues animées. Pour cela, il réalise son premier film, Une partie de cartes. Mais son premier grand succès sera Escamotage d'une dame au théâtre Robert-Houdin, qui reprend un trucage, l’arrêt de caméra, procédé déjà employé en 1895 par William Heise et Alfred Clark pour décapiter Mary Stuart dans L'Exécution de Marie, reine des Écossais. Mais ce que les cinéastes américains avaient utilisé une seule fois, Georges Méliès va en faire une sorte de marque personnelle, faisant apparaître, disparaître ou se transformer à volonté des personnages ou des objets.
En 1896, on joue Le Miracle du Brahmine au théâtre Robert-Houdin. Arnould assure les représentations.
Le théâtre est en partie détruit le 30 janvier 1901, à la suite d'un incendie qui se déclare chez Clément Maurice, un photographe logé à l'étage. En 1905, le théâtre fête les cent ans de son créateur. On y présente L’Automate au trapèze. En 1910, le théâtre donne une grande soirée au bénéfice des inondés. En 1913, Georges Méliès est ruiné. Il tente de vendre les automates du théâtre Robert-Houdin.
En 1917, Henri Maurier est le dernier magicien du théâtre. Trois ans plus tard, le théâtre cesse définitivement ses activités. Il est finalement démoli en 1924 à cause du percement de la dernière partie du boulevard Haussmann.

### Hommages

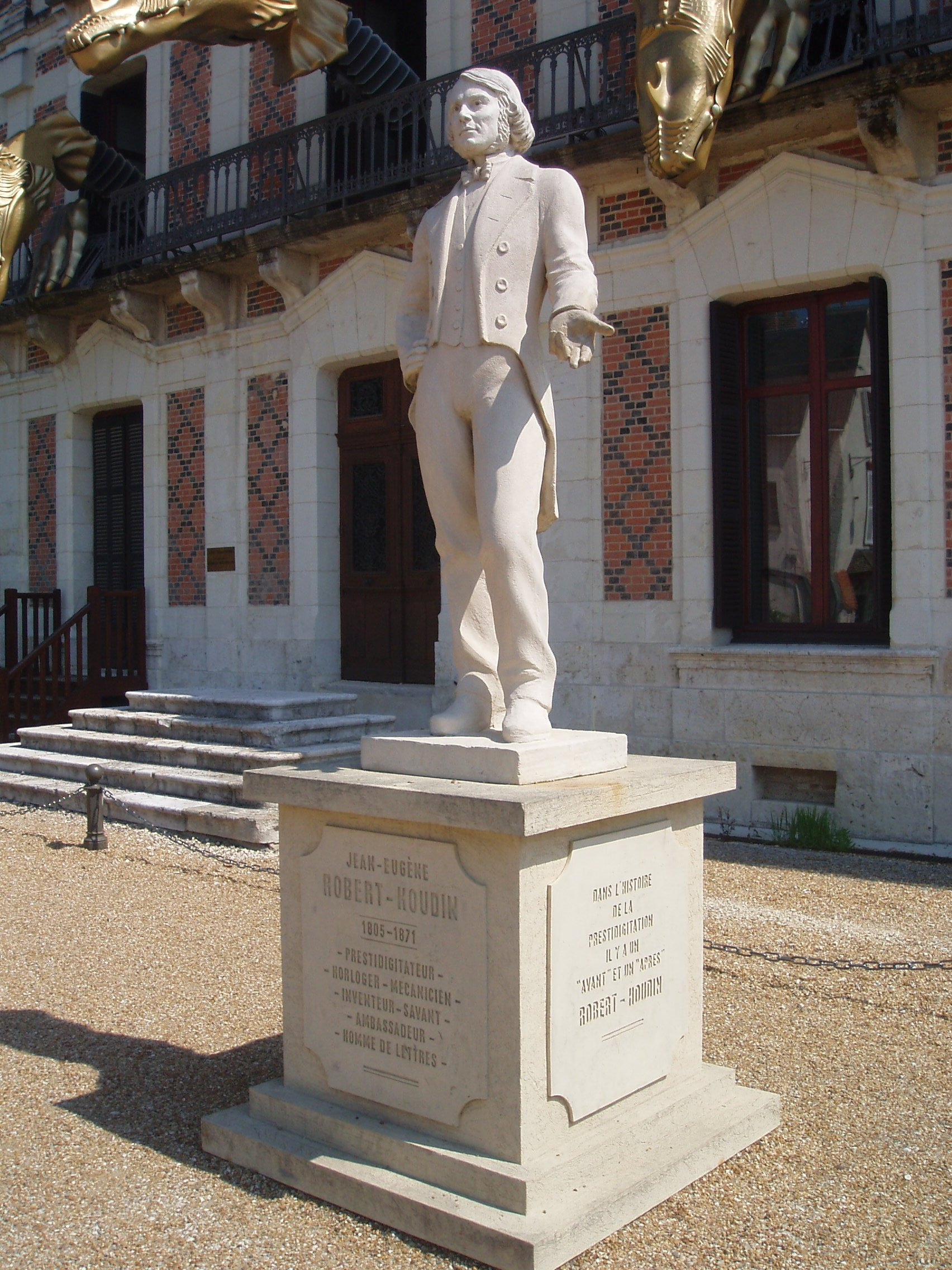
Statue à Blois devant la Maison de la magie.

- La Maison de la magie, située en face du château de Blois, ouverte en 1998.
- Plusieurs villes ont une rue qui porte son nom : Blois, Bourges, Caen, Paris (11e), Saint-Étienne, Saint-Gervais-la-Forêt.
- Harry Houdini a choisi son nom de scène en hommage à Robert-Houdin[20] : en écrivant The Unmasking of Robert-Houdin en 1908, il rend hommage à son mentor, entre autres par la publication de documents historiques, ayant accumulé une importante documentation[21].
- La pièce de théâtre Le Cercle des illusionnistes s'appuie sur la vie de Robert-Houdin et Georges Méliès[22].
- La trilogie de romans-photos Le Secret des Trois Clés, Le Secret de l'Archange et Le Secret du L.Y.S relate la biographie de Robert-Houdin à travers une aventure fantastique et policière.
- En 2019, le roman Pour un instant d'éternité de Gilles Legardinier présente Robert-Houdin comme un des inspirateurs majeurs du héros.
- L'automate Le Pâtissier du Palais-Royal est au cœur de l'intrigue de la  bande dessinée de Bruno Bertin : Les Maîtres de la magie et de l'illusion II : Robert-Houdin (Éditions P'tit Louis, 2024).

## Publications
- Confidences d'un prestidigitateur, une vie d'artiste, 2 vol., 1858[23] [lire en ligne le volume 1] [lire en ligne le volume 2] rééditées en 1868 sous le titre Confidences et révélations, 1868 [lire en ligne]
- Les Tricheries des Grecs dévoilées ; l'art de gagner à tous les jeux, 1861 [lire en ligne]
- Le Prieuré, organisations mystérieuses pour le confort et l'agrément d'une demeure, 1867 [lire en ligne] (l'éditeur Michel Lévy frères précise que « cette notice a été extraite d'un ouvrage de M. Robert-Houdin, ayant pour titre : Les Secrets de la Magie ; dont elle forme l'introduction »)
- Note sur de nouveaux instruments propres à l'observation des divers organes de l'œil ainsi qu'à la manifestation des images entoptiques, 1867 [lire en ligne]
- Les Secrets de la prestidigitation et de la magie, comment on devient sorcier, 1868[24] [lire en ligne] (une partie du texte est repris des Confidences de 1858)
- Magie et physique amusante, 1877 [lire en ligne], œuvre posthume, elle forme un second volume aux Secrets de la prestidigitation et de la magie, comment on devient sorcier paru en 1868[Note 1].